# Cenne-Monestiés
Cenne-Monestiés – miejscowość i gmina we Francji, w regionie Oksytania, w departamencie Aude.
Według danych na rok 1990 gminę zamieszkiwało 285 osób, a gęstość zaludnienia wynosiła 37 osób/km² (wśród 1545 gmin Langwedocji-Roussillon Cenne-Monestiés plasuje się na 636. miejscu pod względem liczby ludności, natomiast pod względem powierzchni na miejscu 873.).